# 몽양기념관
몽양기념관(夢陽記念館) 또는 몽양 여운형 생가기념관은 경기도 양평군 양서면 신원리에 있는 몽양 여운형(1886 ~ 1947)을 기리는 양평군 군립 기념관이다.

## 소개
양평군에서 태어났던 몽양 여운형의 생애와 그의 업적을 기리는 기념관으로 2011년 11월 27일에 개관하였다. 정치인이자 독립운동가로 활동하였던 몽양이 걸어온 길을 통해서 그가 활동하였던 업적과 1947년 암살되기까지의 연대기 등을 소개하고 있으며 몽양이 생전에 썼던 유품과 저서 등을 전시하고 있다.
기념관과 동시에 몽양이 태어났던 신원리 생가도 복원되었으며 2012년 대한민국 국가보훈처 공인 현충시설로 지정되었다. 몽양의 생가는 원래 양평군 신원리에 있었으나 몽양이 사망한 이후인 1950년 한국 전쟁 당시 소실되어서 터만 남았다가 원형의 가옥으로 복원되었다.
양평군에서는 2008년 몽양이 대한민국 건국훈장을 수여함에 따라 양평 출신인 몽양의 생애와 업적 그리고 그가 활동했던 공적 등을 기리기위해 몽양의 생가를 복원함과 동시에 기념관을 세우게 되었다.

## 현황
- 몽양 여운형의 생애와 연대기
- 몽양이 걸어온 길
- 몽양의 유품과 저서

## 부속시설
- 몽양 여운형 생가

## 사이트
- 뮤지엄 허브 양평 몽양기념관

## 같이 보기
- 여운형